# 충지
충지(冲止, 1226년 ∼ 1293년) 또는 원감국사 충지(圓鑑國師冲止)는 고려의 국사(國師)이며 속명(俗名)은 위원개(魏元凱)이다.
휘(諱)는 법환(法桓)인데 후에 충지로 고쳐 불렀으며, 자호(自號)는 복암(宓庵), 속성명(俗姓名)은 위원개(魏元凱), 탑호(塔號)는 보명(寶明)이고, 원감국사는 그의 시호(諡號)이다.

## 생애
충지는 1226년 전라도 장흥(長興)에서 태어났다.
9세에 취학해 경서(經書) 자사(子史)를 암송하고 문장력도 뛰어났다. 일찍이 출가했다가 어머니의 청으로 환속했다. 17세에 사마시(司馬試)에 합격하고, 19세에는 춘위(예부시)에 장원으로 뽑혀 재질의 탁월함이 입증되었다. 영가(永嘉: 지금의 안동)서기(書記)를 거치고, 그 후 일본에 사신으로 가서 국위를 선양했으며, 옥당(玉堂)에서는 문체가 수려해 많은 선비들이 탄복했다. 그는 모친이 세상을 떠난 뒤 29세에 다시 출가했다. 당시 고려는 몽고(蒙古)와의 전쟁의 소용돌이에 휩싸여 있었으며 무인 정권의 부패로 백성들의 고통이 극심했다. 그가 다시 승려가 된 것은 고귀한 생명이 무참하게 죽어 가는 모습을 목도하고 백성의 고통을 공유하고자 했기 때문이었을 것으로 추정된다.
41세에 김해(金海) 감로사(甘露寺) 주지가 되었고, 3년 만에 삼중대사(三重大師)가 되어 이때부터 승려들에게 보통 있게 되는 기적이 나타나기 시작했다. 45세에 정혜사(定慧寺)에 이주했다. 61세에 조계 6세(世)로 임명되었다.
충지는 어려운 시대에 태어나 우국의 세월을 보내면서 조계 법맥을 계승하다가 1293년 조용히 세상을 떠났다.